# Slough
Slough (pronunciato /ˈslaʊ/) è una cittadina con status di borgo e autorità unitaria della contea cerimoniale del Berkshire, Inghilterra, che si trova a 32 chilometri a ovest di Charing Cross, nel centro di Londra.
Al censimento del 2021 la popolazione di Slough risultava essere di 143 184 abitanti e il borgo risultava essere la zona del Regno Unito più etnicamente diversificata al di fuori della Grande Londra, con ben il 64,1% dei residenti appartenenti ad una minoranza etnica. Slough ha, inoltre, la più alta percentuale di aderenti religiosi dell'Inghilterra.
La disoccupazione al 2017 era molto bassa, al 1,4%, un terzo della media britannica.
Storicamente, la maggior parte della attuale territorio di Slough era parte del Buckinghamshire, mentre una piccola parte del borgo faceva parte del Middlesex.
Slough è sede del parco industriale noto come Slough Trading Estate: questa è la più grande zona industriale in Europa a essere gestita da un'unica proprietà privata, in questo caso dalla compagnia Segro (ex Slough Estates PLC).

## Geografia fisica

### Territorio
Le città contigue a Slough sono Windsor a sud, Maidenhead a ovest, Uxbridge (il capoluogo del borgo londinese di Hillingdon) a nord-est e Beaconsfield a nord.
La maggior parte del territorio che oggi costituisce Slough era anticamente parte del Buckinghamshire. La città si sviluppò dalla espansione e fusione di villaggi lungo la Great West Road, quindi, nel corso degli anni, Slough si è notevolmente estesa e incorporava un certo numero di diversi villaggi. Questi villaggi, che ora sono sobborghi di Slough, includono Chalvey, Cippenham, Colnbrook, Langley, Poyle, Upton, e Wexham.
Altre zone della città sono Brands Hill, Britwell, Huntercombe, Manor Park, Salt Hill, Upton Lea, e Windsor Meadows. Tuttavia, nessuna di queste zone è una parrocchia civile.
L'area urbana (ma non la zona del consiglio del borgo) si fonde con le vicine parrocchie di Burnham, Datchet, Farnham Royal e Stoke Poges, che sono nel distretto di South Bucks.

### Clima
La più vicina stazione meteorologica del Met Office a Slough è quella dell'aeroporto di Londra-Heathrow, a circa 8 km a est del centro di Slough.
Questa parte della valle del Tamigi è nota per avere, durante i mesi estivi, temperature generalmente più alte rispetto alla media delle temperature estive diurne nel resto delle isole britanniche.
L'area di Slough sembra essere anche una delle più soleggiate ma molto umide zone interne del Regno Unito, con radiazioni di sole in costante aumento durante l'ultima parte del XX secolo e l'inizio del XXI secolo.
Le precipitazioni sono basse se comparate alla maggior parte delle isole britanniche con precipitazioni fino a 600 mm all'anno, e 105 giorni con oltre 1 mm di pioggia.
| Heathrow            | Mesi | Mesi | Mesi | Mesi | Mesi | Mesi | Mesi | Mesi | Mesi | Mesi | Mesi | Mesi | Stagioni | Stagioni | Stagioni | Stagioni | Anno  |
| Heathrow            | Gen  | Feb  | Mar  | Apr  | Mag  | Giu  | Lug  | Ago  | Set  | Ott  | Nov  | Dic  | Inv      | Pri      | Est      | Aut      | Anno  |
| ------------------- | ---- | ---- | ---- | ---- | ---- | ---- | ---- | ---- | ---- | ---- | ---- | ---- | -------- | -------- | -------- | -------- | ----- |
| T. max. media (°C)  | 8,4  | 9,0  | 11,7 | 15,0 | 18,4 | 21,6 | 23,9 | 23,4 | 20,2 | 15,8 | 11,5 | 8,8  | 8,7      | 15,0     | 23,0     | 15,8     | 15,6  |
| T. min. media (°C)  | 2,7  | 2,6  | 4,1  | 6,0  | 9,1  | 12,0 | 14,2 | 14,1 | 11,6 | 8,8  | 5,3  | 3,1  | 2,8      | 6,4      | 13,4     | 8,6      | 7,8   |
| Precipitazioni (mm) | 58,8 | 45,0 | 38,8 | 42,3 | 45,9 | 47,2 | 45,8 | 52,8 | 49,6 | 65,1 | 66,6 | 57,0 | 160,8    | 127,0    | 145,8    | 181,3    | 614,9 |

## Origini del nome
I primi utilizzi registrati del nome si verificano come Slo nel 1196, Sloo nel 1336 e Le Slowe, Slowe o Slow nel 1437.
Il nome potrebbe derivare dalle varie paludi della zona, anche se alcuni sostengono che potrebbe riferirsi ai cespugli di prugnolo selvatico (sloe, in inglese) che crescono nelle vicinanze. Il primo nome, Slo sembra essere stato applicato a una località tra Upton ad ovest e Chalvey ad est, approssimativamente intorno al "Crown Crossroads", dove la strada per Windsor (ora A332) incrocia la Great West Road. Insieme a Salt Hill, questi insediamenti hanno costituito la parrocchia di Upton-cum-Chalvey.
Nel 1196, un tale Henry de Slo è menzionato in un Pipe roll: questo documentario finanziario è la prima documentazione in cui compare il nome di Slough.

## Storia

### Prima della ferrovia
La maggior parte dell'area di Slough è stata tradizionalmente parte del Buckinghamshire e si è formato nel corso di molti anni dalla fusione dei villaggi lungo la Great West Road che collega Londra a Bath e Bristol.
Nel corso del XIII secolo, il re Enrico III aveva un palazzo presso Cippenham: il punto (ora classificato come un monumento antico pianificato) è ancora segnato sulle mappe moderne come "Cippenham Moat".
La chiesa di St. Laurence di Upton è datata circa 900 anni ed è il più antico edificio in Slough. Parti della Corte di Upton furono costruiti nel 1325, mentre la chiesa di St. Mary a Langley fu probabilmente costruita alla fine del XI o all'inizio del XII secolo, anche se è stato ricostruita e ampliata più volte.
Dalla metà del XVII secolo, varie diligenze cominciarono a passare attraverso Slough, e un atto parlamentare del 1727 stabilì che sarebbe stato il Colnbrook Turnpike Trust a gestire la Great West Road da Cranford Bridge a Maidenhead Bridge.
Con il 1838 e l'apertura della Great Western Railway, la popolazione della parrocchia di Upton-cum-Chalvey aveva raggiunto i 1 502 abitanti, anche se questa non era la parrocchia più popolosa in quanto venne superata dalla vicina parrocchia di Langley Marish (1.797 ab.). Durante questo periodo, Slough divenne una nota fonte di mattoni e di alberghi dove i visitatori della famiglia reale al Castello di Windsor avrebbero potuto alloggiare.

### Dall'arrivo della ferrovia alla fondazione delSlough Trading Estate

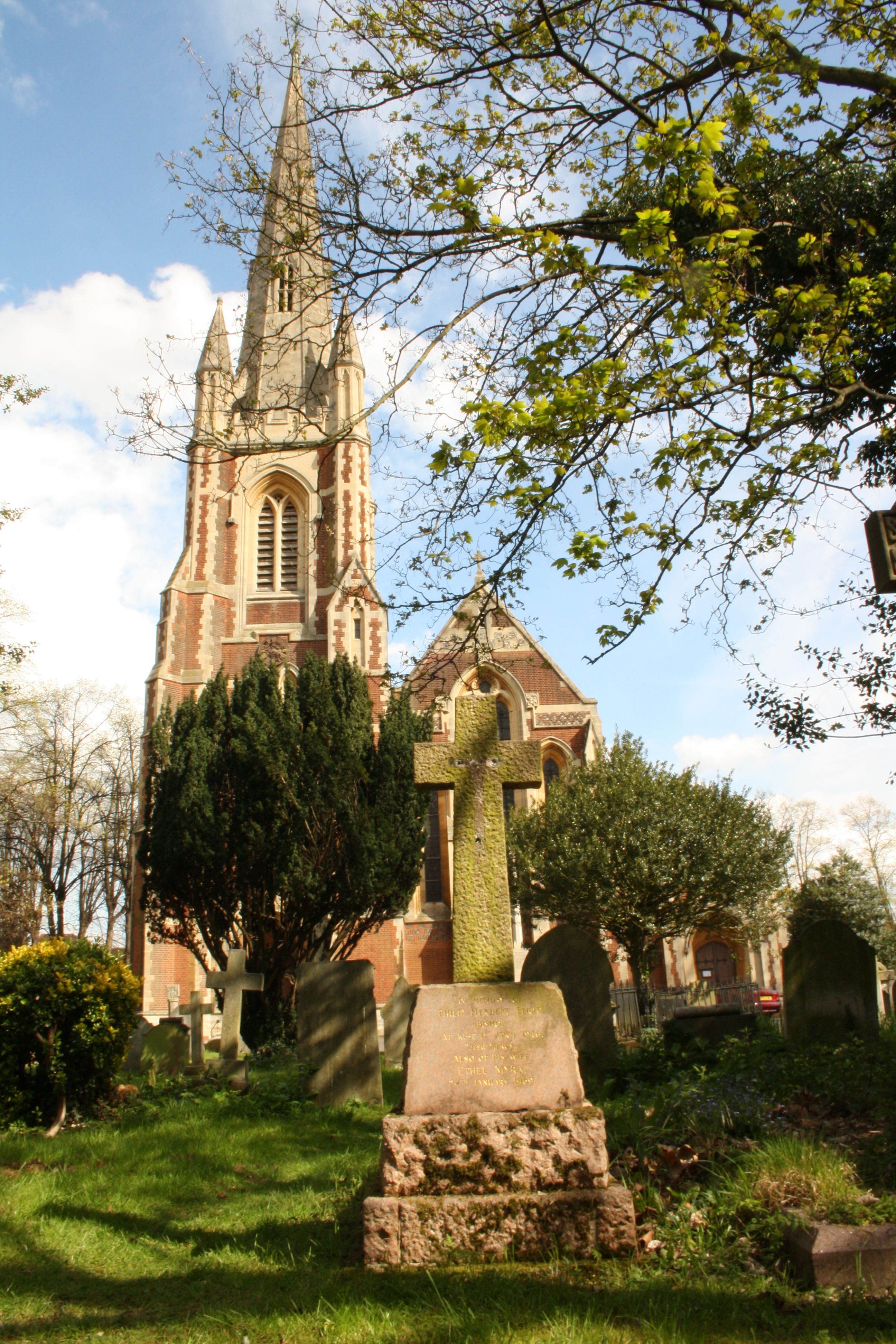
Chiesa parrocchiale di St. Mary

La Great Western Railway aprì a Slough, nel giugno del 1838. Inizialmente, l'opposizione dell'Eton College aveva impedito la costruzione di una stazione; infatti, la prima stazione di Slough è stata costruita e inaugurata solamente nel giugno 1840. È da qui che la regina Vittoria fece il suo primo viaggio in treno, dalla stazione di Slough al Bishop's Bridge nei pressi di Paddington, il 13 giugno 1842, circa tre anni dopo che suo marito, il principe Alberto, aveva viaggiato per primo da Slough a Paddington, il 14 novembre 1839.
Nel 1849, una diramazione è stata completata dalla stazione di Slough verso la stazione di Windsor e Eton Central per maggiore comodità della regina. In origine, il preside dell'Eton College, il dottor John Keate, si era opposto alla costruzione di una stazione più vicina a Eton College, rispetto a quella di Slough, perché temeva che avrebbe "interferito con la disciplina della scuola, gli studi e divertimenti dei ragazzi, colpendo la salubrità del luogo, con l'aumento delle alluvioni, e mettendo in pericolo anche la vita dei ragazzi".
Anche se l'industrializzazione era già iniziata a Slough, la città continuava ad essere vista come una comoda e accessibile località di ritiro da Londra.
Nel 1863, Slough divenne un'area di governo locale per la prima volta, quando il consiglio di salute di Slough venne eletto: questa parte della parrocchia di Upton-cum-Chalvey divenne un distretto sanitario urbano nel 1875 e un distretto urbano nel 1894.
Una diramazione del Grand Junction Canal è giunta in città nel 1882, e, nel corso del medio-tardo XIX secolo, l'arrivo dell'industria laterizia su larga scala presso Langley e la zona a nord del Great West Road, ha visto una crescita drammatica verso nord all'interno dell'attigua parrocchia di Stoke Poges. A causa di questo nuovo sviluppo territoriale la popolazione della cittadina ha visto un movimento degli abitanti verso nord e il nome "Slough" sostituì quello di Upton-cum-Chalvey. La parte di quella parrocchia non originariamente inclusa nel distretto urbano di Slough è stata accorpata nel 1900. La parrocchia anglicana ecclesiastica di Upton-cum-Chalvey esiste ancora, tuttavia, e comprende la chiesa parrocchiale di St. Mary e le chiese di St. Laurence (Upton) e St. Peter (Chalvey). La chiesa di St. Laurence si affaccia sulla Upton Court, oggi sede amministrativa del giornale "Slough Observer", nota per essere infestata da una giovane donna in una camicia da notte macchiata di sangue.
Slough dispone di 96 edifici elencati
- 4 Grade I: chiesa di St Laurence (Upton), chiesa di St Mary the Virgin (Langley), Baylis House e Godolphin Court
- 7 Grade II* : chiesa di St Mary (Upton-cum-Chalvey), Upton Court, il Kederminster e Seymour Almshouses a Langley, chiesa di St. Peter (Chalvey), The Ostrich Inn (Colnbrook), il palazzo di King John (Colnbrook)
- vari strutture Grade II tra cui: quattro pietre miliari, la stazione di Slough e Beech, Oak e Linden Houses presso l'Upton Hospital.

### Dopo ilSlough Trading Estate

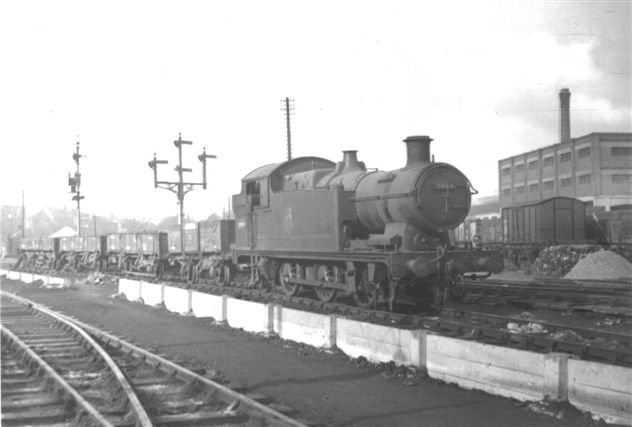
Locomotiva 6664 fotografata nei pressi dell'officina di Slough nell'ottobre 1955

Il 1918 ha visto una vasta area di terreni agricoli ad ovest di Slough svilupparsi come deposito di riparazione motori dell'esercito, utilizzato come deposito e officina per un gran numero di veicoli a motore di ritorno dalla prima guerra mondiale nelle Fiandre.
Nell'aprile del 1920 il governo ha venduto il sito e i suoi contenuti alla Slough Trading Co. Ltd. La riparazione di veicoli ex-militari continuò fino al 1925 quando il decreto Slough Trading Company è stato approvato permettendo all'azienda (rinominata Slough Estates LTD) di fondare una zona industriale. La spettacolare crescita e l'occupazione che ne seguì, rese Slough un luogo d'attrazione per lavoratori provenienti da molte parti del Regno Unito e dall'estero. Grandi complessi residenziali popolari incominciarono a venir costruiti per soddisfare questi lavoratori e le loro famiglie, in particolare nelle zone di Manor Park e Cippenham.
Dal 1926 al 1965 la casa automobilistica francese Citroën ha prodotto alcune delle sue automobili a Slough, tra le quali la Traction Avant e la 2CV.
Ci fu una grande estensione del distretto urbano di Slough nel 1930. Il confine del distretto venne ampliato verso ovest e, per la prima volta, fu diviso in località (wards): le nuove aree di Burnham, Farnham e Stoke si aggiunsero alle divisioni del vecchio distretto, ossia Central, Chalvey, Langley e Upton). Nel 1938, a seguito di un regio decreto, la città divenne un borgo municipale e nel novembre 1938 venne eletto il primo sindaco di Slough.
La nuova città e le fabbriche in costruzione ispirarono una poesia di protesta da John Betjeman, chiamata Slough, il cui noto incipit è "Venite, bombe amichevoli, e cadete su Slough! [...]".
Ironia della sorte, durante la seconda guerra mondiale, la città, che era divenuta anche sede di un ospedale di emergenza per le vittime di Londra, ha sperimentato una serie di raid aerei, specialmente nel mese di ottobre del 1940.
Dopo la guerra, molti altri insediamenti residenziali (in i complessi fatti costruire dal London County Council a Britwell e Langley, e dal consiglio del borgo a Wexham Court) di grandi dimensioni sono sorti per ospitare un gran numero di persone che migrarono da Londra che era stata duramente danneggiata in guerra.
Nei primi anni settanta la strada principale A4 è stato deviata per permettere la costruzione di un grande complesso commerciale, Queensmere, tra High Street e Wellington Street.
Slough è stato incorporato nel Berkshire, scindendosi dal Buckinghamshire, a seguito della riorganizzazione del governo locale nel 1974. Il vecchio borgo municipale fu, inoltre, abolito e sostituito da un distretto non metropolitano, annettendo Britwell e Wexham Court con i loro consigli parrocchiali.
Il 1º aprile 1995, il borgo di Slough è stato ampliato leggermente nei territori del Buckinghamshire e del Surrey, annettendo Colnbrook e Poyle. Slough è diventata un'autorità unitaria tre anni dopo, con l'abolizione del consiglio della contea del Berkshire e del borgo risalente al 1973.

### Riqualificazione urbana
Nel XXI secolo, Slough ha visto un'importante riqualificazione del centro della città e i vecchi edifici sono stati sostituiti con nuovi uffici e centri commerciali. Ad esempio, Tesco ha sostituito un centro commerciale preesistente con un più grande Tesco Extra.
Il Heart of Slough Project è un progetto di riqualificazione urbana su larga scala del centro della città come un fulcro e quartiere culturale per l'industria creativa dei media, dell'informazione e della comunicazione. Si creerà un complesso ad uso misto, edifici multi-funzionali e uno spazio pubblico nella valle del Tamigi.
Il progetto del valore di £400 milioni è stato approvato dal consiglio del borgo di Slough il 9 luglio 2009 I lavori sono iniziati nel 2010 e sono destinati a terminare nel 2018.

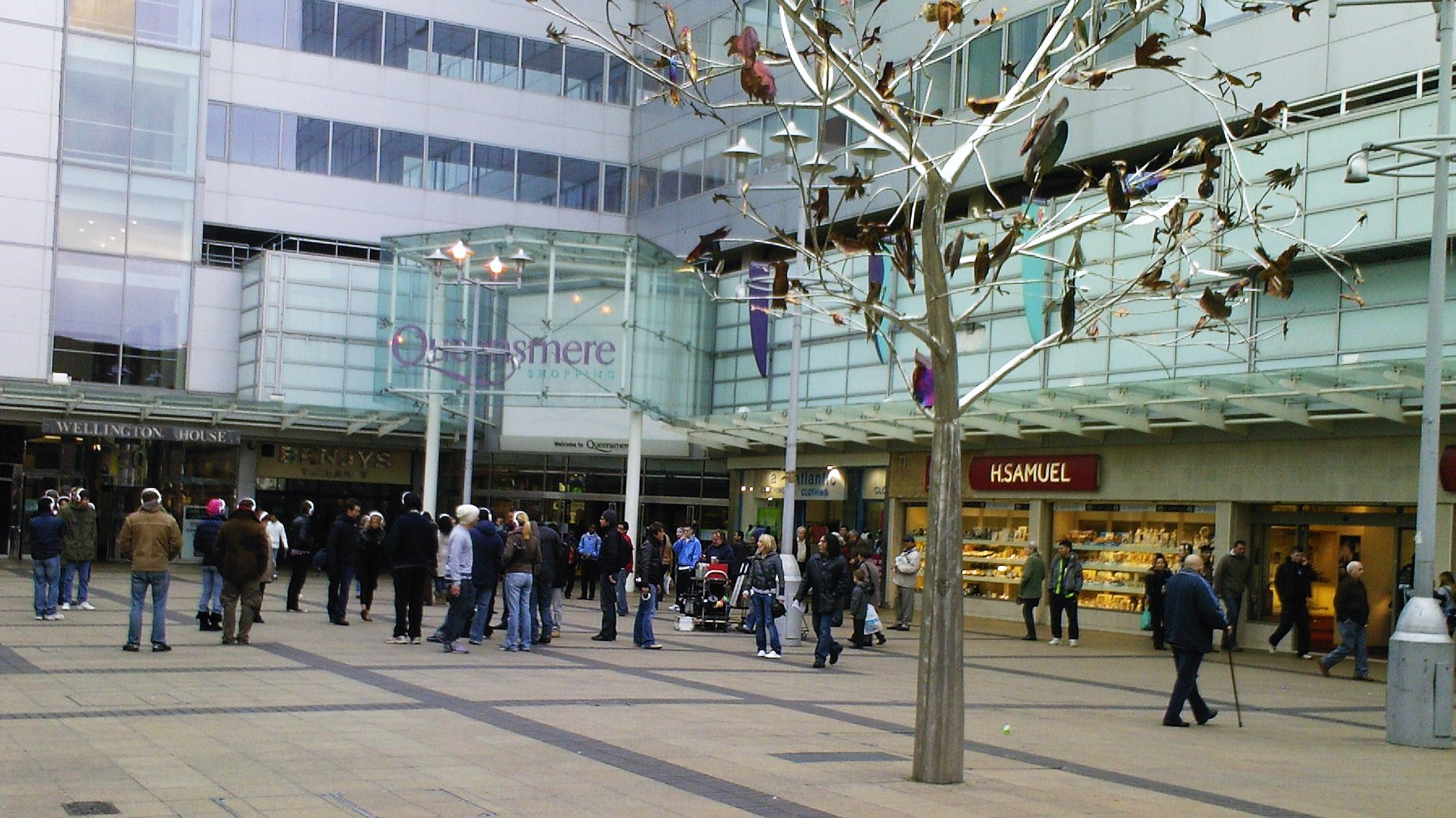
La recentemente ristrutturata entrata del Queensmere Shopping Centre

Nel dicembre 2009, sono stati sottoscritti due componenti chiave del progetto: l'Homes and Communities Agency (HCA) ha firmato l'accordo di fornire £11 milioni di finanziamenti per le infrastrutture per i corsi della Thames Valley University che sono dovuti rimanere in città, presso una nuova sede nel centro di Farnham Road, Slough. In parallelo al piano di riqualificazione del centro cittadino, SEGRO (proprietario del Slough Trading Estate) prevede di spendere £ 600 milioni nei prossimi 20 anni nella zona industriale: questo piano ha lo scopo di realizzare edifici eco-sostenibili, spazi verdi, due hotel, un centro congressi, bar, ristoranti e migliori servizi di trasporto per migliorare i collegamenti per il centro di Slough e le zone residenziali circostanti. Si sostiene che il piano creerà oltre 4100 nuovi posti di lavoro e contribuire a circa 100 sterline l'anno per l'economia di Slough.
Herschel Park (conosciuto come Upton Park fino al 1949) è attualmente in fase di risanamento in un intervento di alcuni milioni di sterline per riportarlo al suo antico splendore dell'epoca vittoriana.
Nel 2010, £2 milioni sono stati stanziati per migliorare l'accesso disabili alla stazione ferroviaria di Slough in preparazione di un previsto aumento di viaggiatori durante le Olimpiadi di Londra 2012.
La riqualificazione di tale portata è stato fortemente criticato dai gruppi di conservazione. La Twentieth Century Society ha dichiarato che "[una] tragicamente elevata quantità di buoni edifici sono stati demoliti a Slough, negli ultimi anni, tra cui grandi fabbriche in stile art déco da artisti come Wallis Gilbert, e gli uffici di alta qualità del dopoguerra. Altri sono prossimo a essere demoliti siccome la città cerca di cancellare il suo passato e reinventarsi da zero. Nonostante Slough sia notoriamente schernita, la lode di John Betjeman per l'architettura del municipio come "un impegno per l'unità dal caos" nel 1948 non è mai stato così rilevante come oggi. C20 ritiene che la riqualificazione del Municipio sarebbe un atto di vandalismo al centro civico e sostiene la campagna per salvare patrimonio di Slough nella loro richiesta di riesame della decisione".

## Società

### Evoluzione demografica
Durante la Grande depressione degli anni trenta, Slough era diventata un rifugio per i disoccupati gallesi, che si incamminavano lungo la Great West Road dal Galles in cerca di occupazione.
Secondo il censimento del 2021, il 46,9% della popolazione era asiatico (21,7% pakistano, 19,1% indiano), 35,9% bianco (24,0% britannico), 7,5% nero, 4,0% di etnia mista, 1,2% arabo e 4,5% di altre etnie. Le minoranze etniche ammontano dunque al 64,1% degli abitanti di Slough, non certo una minoranza.
Negli anni del dopoguerra, immigrati dal Commonwealth, in particolare da Anguilla, Antigua e Barbuda, India e Pakistan si sono trasferiti alla città.
Nei primi anni cinquanta, ci sono stati un certo numero di campi profughi polacchi sparsi per la zona di Slough. Siccome tornare in Polonia (allora nel blocco sovietico) non era considerata una scelta da molti dei rifugiati di guerra, molte famiglie polacche hanno deciso di stabilirsi a Slough che allora era una città in espansione in cerca di lavoratori impegnati e offrendo la possibilità di possedere case per quelli predisposti al lavoro duro. In questo periodo, una prima chiesa cattolica romana polacca è stata fondata con la propria parrocchia.
Una nuova ondata di immigrazione polacca ha portato a Slough nuovi abitanti, a seguito dell'entrata della Polonia nell'Unione europea, nel 2004.
Il consiglio di Slough ha fatto la storia eleggendo il primo sindaco nero femminile del paese, Lydia Simmons, nel 1984.
I frequenti collegamenti con i mezzi di trasporto rendono Slough luogo adatto per coloro che lavorano a Londra ma cerca di un alloggio più conveniente in periferia: come tale Slough attira un gran numero di giovani professionisti e famiglie.

### Religione

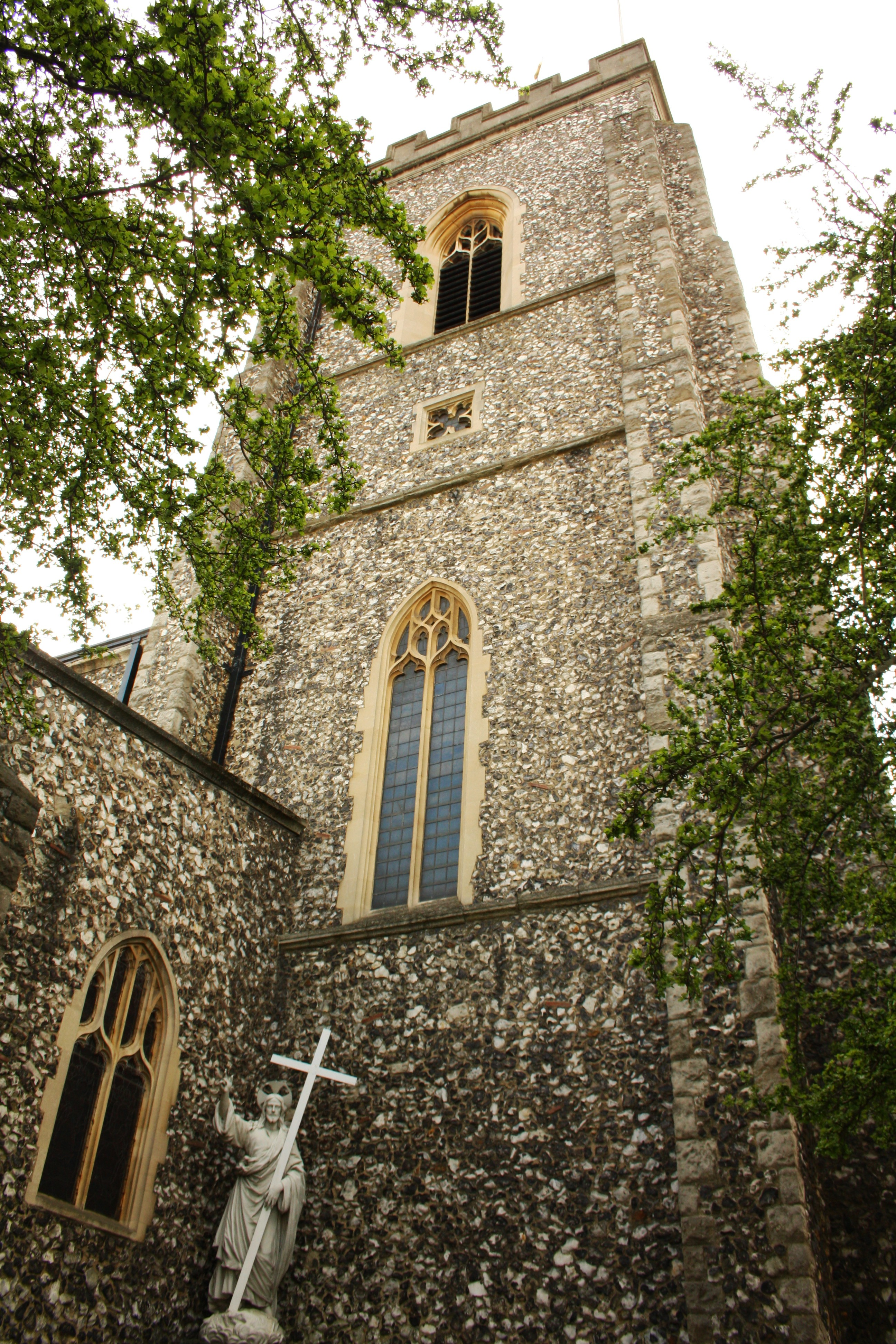
Chiesa cattolica Our Lady Immaculate e St. Ethelbert

Le cifre del censimento del 2021 hanno mostrato che il 32,0% della popolazione di Slough si identifica come cristiana, 29,4% come musulmana, 11,4% sikh, 7,8% induista, 0,5% come buddista, 0,1% come ebrea, 0,5% sostiene di avere altre religioni, 13,0% nessuna religione e 5,4% non ha risposto alla domanda. Secondo questi dati, Slough ha la più alta percentuale di residenti sikh nel paese ed ha anche la più alta percentuale di residenti musulmani e indù nella regione del Sud Est.

### Crimine
Slough ha un tasso di criminalità relativamente alto, con dati di criminalità superiori alla media inglese per tutte le categorie statistiche e, per diverse categorie, più del doppio della media inglese. Secondo le statistiche del Crime Survey for England and Wales, Slough ha il peggior tasso di criminalità tra 15 altre aree comparabili ed è la zona meno sicura tra le aree del Crime and Disorder Reduction Partnership in tutta la valle del Tamigi e del Sud Est dell'Inghilterra.
Tuttavia, recenti rapporti del 2013 mostrano che la criminalità nella zona è ridotta notevolmente negli ultimi dieci anni, con una diminuzione del 29%.

## Cultura

### Istruzione
Oltre alla presenza di numerose scuole primarie e secondarie, nell'area di Slough si denota la presenza di uno dei campus dell'East Berkshire College.

Le scuole di Slough sono nelle prime dieci posizioni tra le scuole dell'intero Paese come livello scolastico del GCSE: nel 2011, infatti, il 68,1 % (a fronte di una media nazionale del 58,9 %) degli studenti ha terminato il corso di studi con un voto tra A* e C in inglese e matematica.
A Slough ha sede uno dei campus dell'Università della Thames Valley (precedentemente "Università di Londra Ovest", University of West London): questo campus ha subito nel corso del 2013 una riqualificazione totale, nell'ambito del progetto "Heart of Slough".

### Letteratura
- 1597: nell'atto IV, Scena 5[25] della commedia di Shakespeare, "Le allegre comari di Windsor", Bardolfo viene rapinato: "s'era arrivati appena di là di Eton che m'hanno scaricato dal didietro di uno di essi nel fangaccio d'un pantano". Questo potrebbe essere un riferimento a Slough. Nella stessa scena si fa riferimento a Cole-Brooke (Colnbrook), a Reading e a Maidenhead.
- 1932 (ma ambientato nel XXVI secolo): nel romanzo fantascientifico "Il mondo nuovo" di Aldous Huxley, i camini del Slough Crematorium, attorno al quale il protagonista Bernard Marx vola, sono utilizzati per dimostrare l'uguaglianza fisico-chimico di tutte le persone[26] (l'attuale crematorio di Slough, nel cimitero di Stoke Road, è stato inaugurato nel 1963,[27] che, per caso, è anche l'anno della morte di Huxley. La principessa Margaret fu cremata lì nel 2002).
- 1937: il poeta John Betjeman scrisse il suo poema "Slough" come una protesta contro la nuova città e le 850 fabbriche che si erano create in quella che era stata in precedenza una zona rurale, che egli considerava un attacco sullo stile di vita rurale:

Nemmeno ha l’erba per le vacche al pascolo,
 dai, sciama, Morte!»
La poesia è stata scritta due anni prima dello scoppio della seconda guerra mondiale, quando la Gran Bretagna (compresa Slough) ha sperimentato i bombardamenti da incursioni aeree nemiche.
In occasione del centenario della nascita del poeta, la figlia, Candida Lycett-Green, si è scusata per la poesia: la Lycett-Green ha detto che suo padre "si è pentito di averla mai scritta". Durante la sua visita, la signora Lycett-Green ha presentato al sindaco di Slough, David MacIsaac, un libro di poesie di suo padre nel quale vi era scritto: "Noi amiamo Slough".

### Musica
- 1979: Slough è citata nel singolo dei The Jam, "The Eton Rifles", dall'album Setting Sons: "There's a row going on down near Slough".
- 1996: l'album dei Tiger Lillies, The Brothel to the Cemetery, comprende un brano chiamato "Slough", probabilmente ispirato alla poesia di Betjeman. Il testo del ritornello è:

Drop a bomb on Slough, Drop a bomb on Slough»
- 1998: La canzone "Costa del Slough" della band rock Marillion cita la città come una località costiera di un mondo colpito dal riscaldamento globale, forse in riferimento al comico Spike Milligan che ha presentato Slough in TV come luogo di villeggiatura.
- 2016: La canzone "Slough" di David Brent (Ricky Gervais), ne tributa, in chiave ironica, le qualità come: la zona industriale più grande d'Europa, la stessa distanza tra Londra e Reading, più conveniente di un Tesco Express.

### TV e cinema

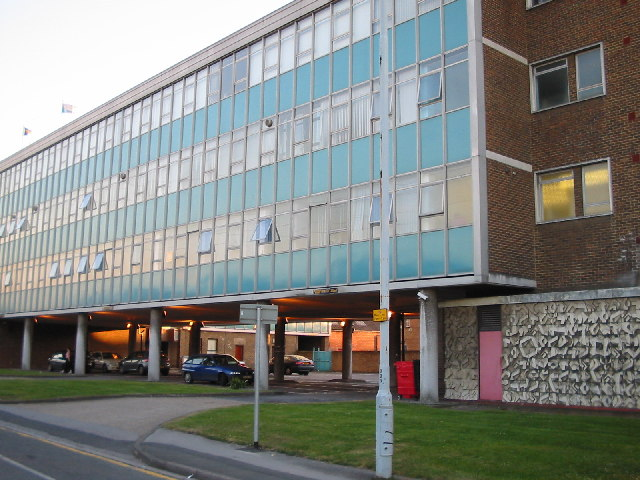
Edificio utilizzato per le riprese del telefilm "The Office", nel Slough Trading Estate

- 1991: le riprese esterne del film Buddy's Song sono state girate principalmente nella zona tra il Britwell Estate e Farnham Road (A355).
- 2001-2003: la commedia serie della BBC, The Office, è ambientata in ufficio vendite di una società di carta a Slough, che viene presentata come una deprimente città satellite post-industriale. Il personaggio della commedia, David Brent, commenta, all'interno della serie, la poesia di Betjeman. Nella versione statunitense della serie, l'ufficio si trova sulla "Slough Avenue" a Scranton, in Pennsylvania.
- 2004: Slough è menzionata nella serie della ABC, Lost, in nell'episodio "Ritorno a casa" della prima stagione. In un flashback della vita di Charlie, una donna che conosce dice che suo padre si è allontanato per acquistare una cartiera in Slough. È possibile che questo sia un riferimento a The Office.
- luglio 2007: Slough è stata oggetto di un documentario della serie Panorama della BBC, dal titolo Immigration - How we lost count ("Immigrazione - come abbiamo perso il conto", in italiano).[29][30] Questo documentario ha messo in evidenza la recente crescita della popolazione immigrata a Slough.
- Il programma TV "Road Wars", in onda su Sky, regolarmente presenta Slough e evidenzia i problemi di droga dei suoi abitanti.[31]
- 2009: nell'episodio 8 della prima stagione di The Legend of Dick and Dom, sitcom del canale CBBC, i personaggi si trovano nella moderna Slough.
- 2015: il protagonista della serie televisiva You, Me and the Apocalypse abita a Slough, e parte delle vicende della serie vi avvengono.

## Economia

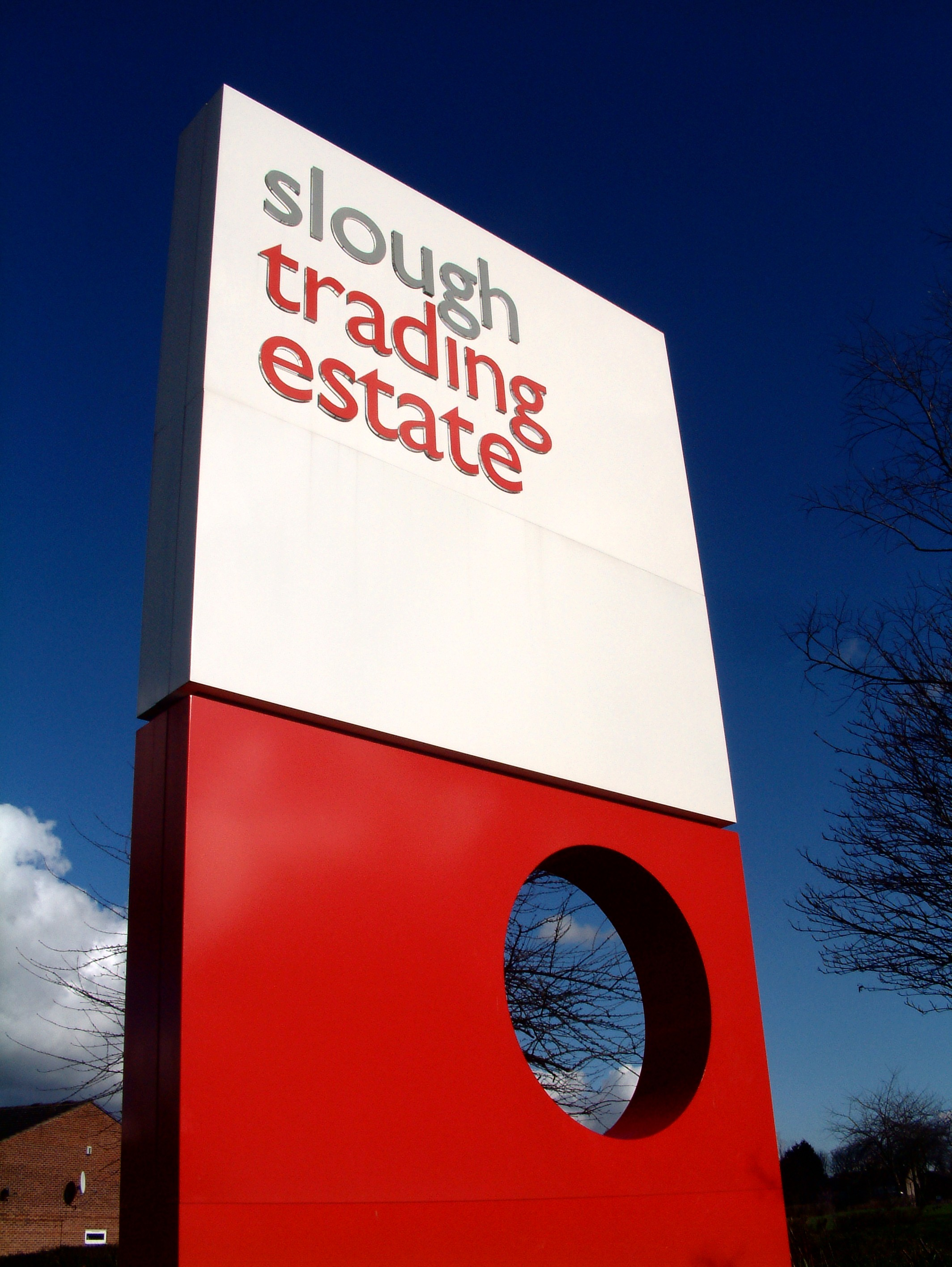
La Slough Trading Estate ha giocato un ruolo importante nel rendere Slough uno dei più importanti centri industriali del Sud Est dell'Inghilterra

Prima del XIX secolo, le principali attività di Slough erano rappresentate dall'agricoltura e dai numerosi mattonifici. Nei mattonifici della città furono fabbricati, ad esempio, i mattoni per la costruzione dell'Eton College.
Inoltre, i vivai erano di primo piano nell'economia locale; la mela renetta arancione di Cox fu coltivata per la prima volta a Colnbrook (allora, non parte di Slough) intorno al 1825, e il Dianthus "Mrs Sinkins" è stato coltivato in un periodo imprecisato tra il 1868 e il 1883 da John Sinkins, il padrone della workhouse della Eton Union, che si trovava a Slough.

Col tempo, quando il traffico della Great West Road aumentò, locande e pub sorsero lungo la strada a servizio dei viandanti di passaggio.
A metà del XIX secolo, il maggiore datore di lavoro di Slough, oltre ai mattonifici, era James Elliman, che ha iniziato come un mercante di stoffe in Chandos Street. Nel 1847, ha cambiato attività e ha incominciato a produrre linimento per cavalli, noto come Elliman's Embrocation e Royal Embrocation, presso gli stabilimenti di Wellington Street e Chandos Street. Elliman divenne un importante benefattore per la città ed è ricordato oggi nei nomi di strade e di scuole locali.
Nel settembre del 1851, William Thomas Buckland, un banditore e geometra dalla vicina Wraysbury, ha iniziato a commerciare bestiame in un campo appartenente al North Star Inn nei pressi della stazione ferroviaria di Slough. Originariamente tenuto il primo martedì di ogni mese, la popolarità del Mercato del bestiame è notevolmente aumentata in breve tempo. Questo mercato è stato gestito da Messrs Buckland and Sons fino alla sua chiusura definitiva nel 1988.

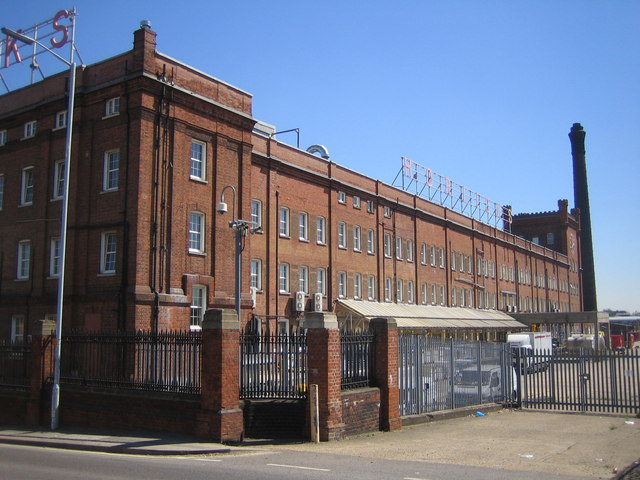
La fabbrica Horlicks

Nel 1906, James Horlick, uno dei fondatori della società eponima, produttrice di latte di malto d'orzo, ha aperto una fabbrica nei pressi della stazione ferroviaria di Slough per fabbricare il suo prodotto lattiero-caseario.
A partire dagli anni venti, venne creata la zona industriale Slough Trading Estate dall'operatore noto come Slough Estates Ltd. Il Slough Trading Estate ha fatto sì che la città rimanesse in gran parte isolato da molti degli effetti della recessione principalmente perché, per molti anni, l'economia cittadina si è basata principalmente sulle industrie dell'area.
Negli ultimi vent'anni, c'è stato un grande cambiamento da un'economia basata sulla produzione d una basata sull'informazione e i servizi, con la chiusura di molte fabbriche (alcune delle quali avevano operato a Slough per molti decenni): nel giro di pochi anni, le fabbriche vennero, dunque, sostituiti da uffici e, nell'area del Slough Trading Estate, centinaia di grandi aziende si sono stabilite grazie all'attrazione dovuta alla sua vicinanza all'aeroporto di Londra-Heathrow e ottimi collegamenti autostradali. Negli anni sessanta, la società cinematografica di Gerry Anderson si è basata a Slough, e varie serie che utilizzavano la tecnologia Supermarionation, tra cui Thunderbirds, vennero girate ivi.

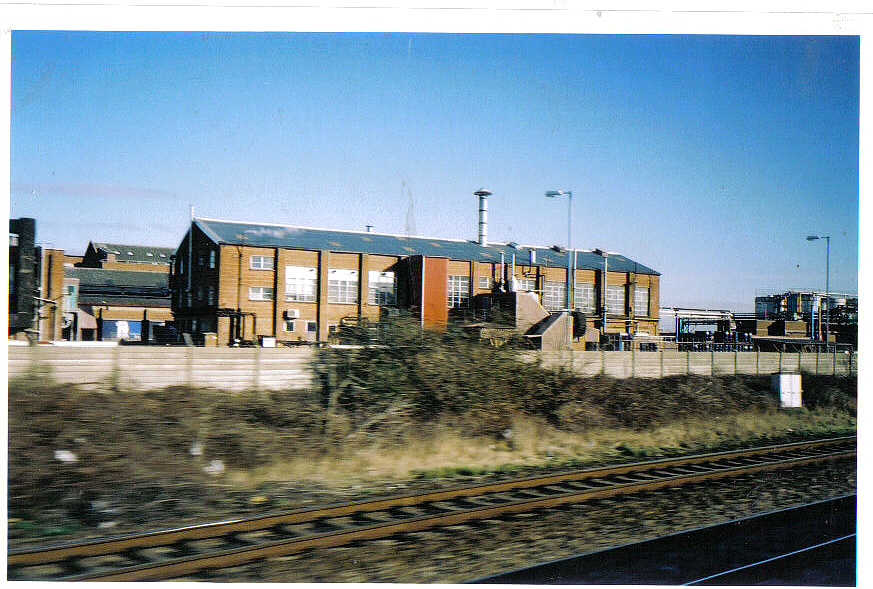
Il Slough Trading Estate visto dalla ferrovia in direzione Paddington

La sede britannica della Mars ha sede a Slough e nella fabbrica principale, creata nel 1932 da Forrest Mars Sr. dopo un litigio con il padre, Frank C. Mars, si è proceduto a sviluppare e produrre la barretta di cioccolato Mars. Una delle fabbriche dell'azienda Mars è stato demolito e molta della produzione si è spostata in Repubblica Ceca.
Le sedi europee delle principali aziende informatiche come BlackBerry, McAfee, Computer Associates, PictureTel e Compusys hanno sede in città. O2 ha sede nella città in quattro edifici.
Recenti nuovi uffici comprendono quelli di società come Nintendo, Black & Decker, Amazon.co.uk e Abbey Business Centres. Le vernici Dulux sono da sempre state fabbricate in Slough dall'AkzoNobel, che, nel 2008, aveva acquistato l'Imperial Chemical Industries. La sede della compagnia Sara Lee Corporation per il Regno Unito e la sede legale della Furniture Village sono situate a Slough.

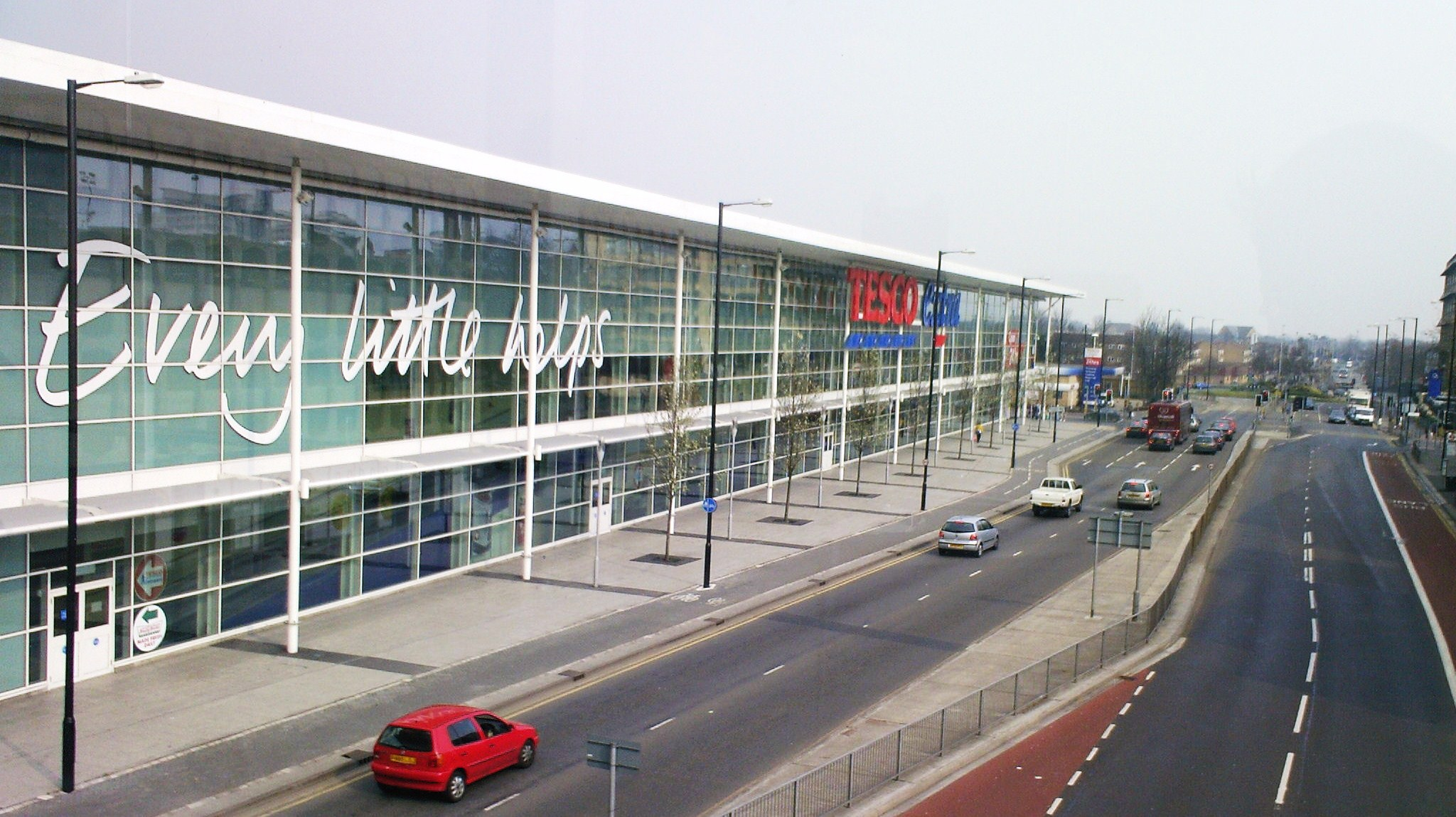
Il centro commerciale Tesco Extra di Wellington Street è uno dei più grandi d'Europa

Anche il commercio di automobili è stato a lungo rappresentato a Slough. Fino al 1966, infatti, Citroën ha assemblato automobili in una fabbrica di Liverpool Road (successivamente occupata dall'industria dolciaria Mars), e conserva la sua sede nel Regno Unito in città. La Ford costruì camion D Series e Cargo nello stabilimento di Langley (un ex sito dell'azienda Hawker Aircraft dal 1936 agli anni cinquanta) fino a quando il sito è stato adibito ad abitazioni negli anni 90. Ferrari, Mercedes-Benz, Fiat e Maserati ora hanno uffici in città.

## Infrastrutture e trasporti
Grazie alla vicinanza a Londra, all'aeroporto di Heathrow, a Uxbridge, Maidenhead e Staines la città di Slough è un nodo viario. Molte residenti di Slough lavorano in città vicine e città come Windsor, Reading, Bracknell e la capitale e, pertanto, vi sono grandi movimenti di passeggeri durante le ore di punta mattutine e serali.

### Strade e autostrade
La città di Slough è servita da:
- [37] con tre svincoli:
  - Junction 5 (Langley & Slough East)
  - Junction 6 (Central Slough)
  - Junction 7 (Slough West)

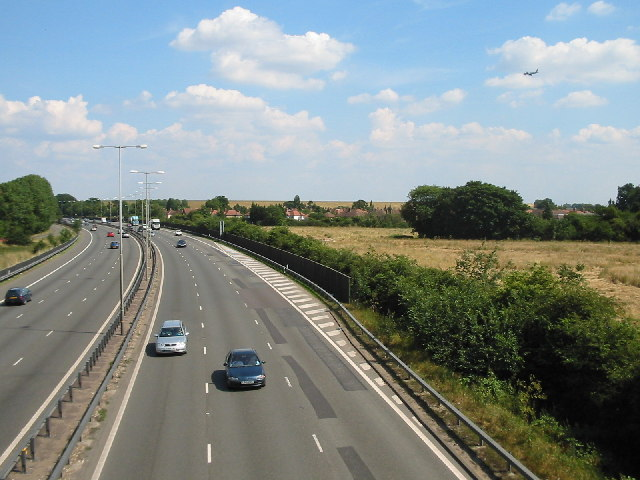
M4 tra Datchet e Langley

- (Holborn Circus-Avonmouth)[37]
- (Amersham-Windsor)[37]
- (Slough-Watford)[37]
- (attraverso la M4)
- (attraverso la A412 o la A355)
- (attraverso la A412)

### Trasporti pubblici

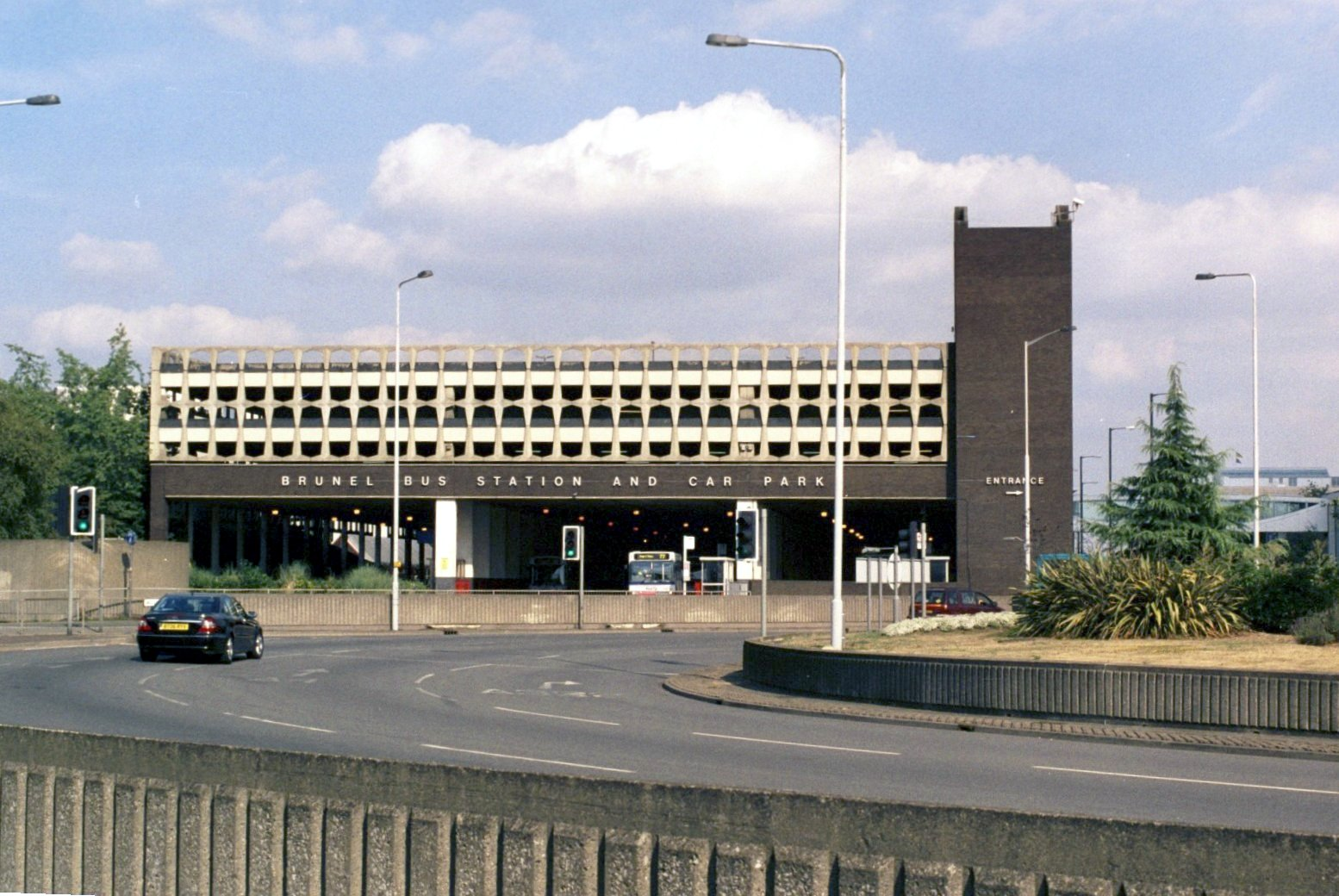
L'autostazione Brunel, aperta nel 1975 è stata demolita, essendo uno dei punti del progetto di riqualificazione Heart of Slough

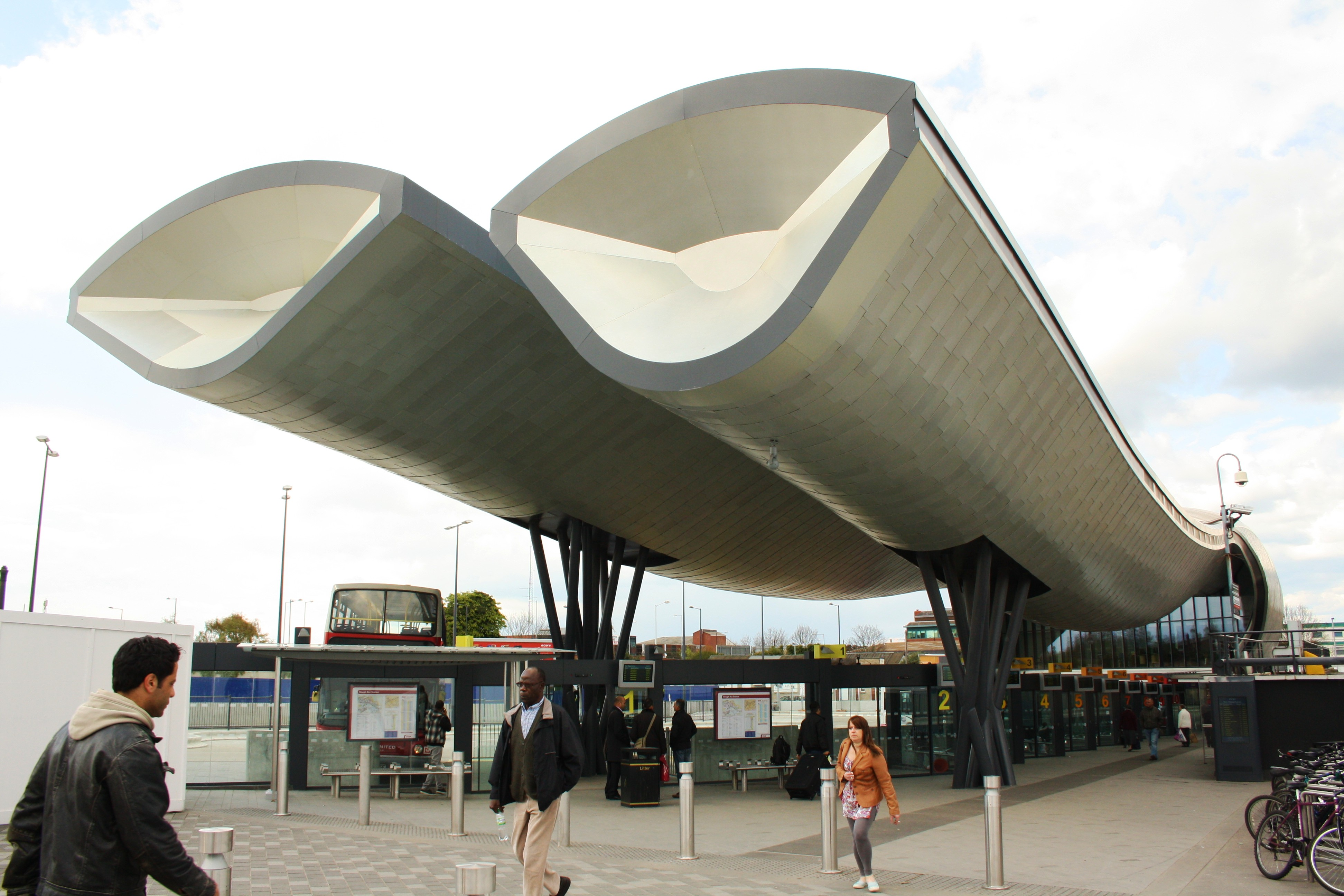
Nuova autostazione di Slough

Le linee di autobus all'interno di Slough sono gestite da varie aziende; queste sono: First Berkshire, Arriva, Redline e Carousel (solo la domenica).
Altre linee viarie collegano la città con le seguenti località:
- Aeroporto di Heathrow:
  - 60/61 (Eton Wick - Slough - Wraysbury - Heathrow terminal 5)
  - 71 (Slough - Windsor - Heathrow terminal 5)
  - 75/76 (Maidenhead - Slough - Heathrow terminal 1 e 3)
  - 77 (Dedworth - Slough - Heathrow terminal 5)
  - 78 (Britwell - Slough - Heathrow terminal 5).

Queste linee sono tutte gestite dall'azienda First Berkshire & The Thames Valley.
- Londra: autobus e pullman gestiti da Greenline collegano la città con Londra Victoria (linee 701/702)[39]
- Midlands: l'azienda Bharat Coaches fornisce servizi diretti da Southall a Birmingham, Wolverhampton, Coventry o Leeds via Slough.

### Ferrovie
Slough è servita da servizi effettuati dalla First Great Western presso le stazioni di Burnham, Slough e Langley. La stazione ferroviaria di Slough si trova all'incrocio tra la Great Western Main Line e la Slough to Windsor & Eton Line per consentire ai passeggeri di collegarsi a Windsor e Eton.

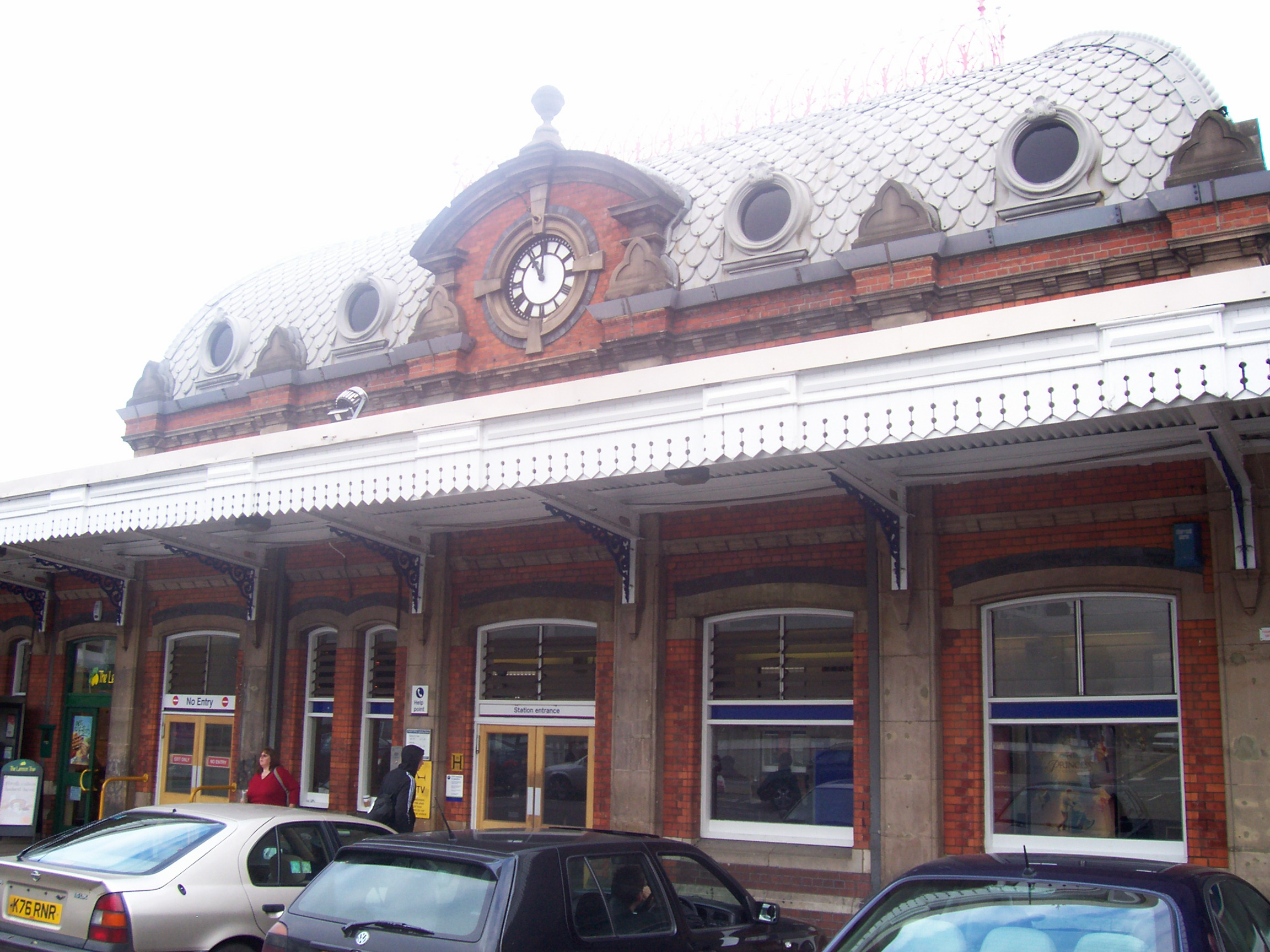
Stazione di Slough

Reading: la First Great Western opera servizi espressi verso Reading ogni mezz'ora (ai minuti 06 e 36 di ogni ora) che impiegano 20 minuti per raggiungere il capolinea.
Londra Paddington: la First Great Western opera servizi espressi verso Londra ogni mezz'ora (ai minuti 10 e 40 di ogni ora) che impiegano 17 minuti per raggiungere il capolinea.
La stazione ferroviaria di Slough è stata inclusa nel progetto Crossrail, un nuovo collegamento ferroviario, attualmente in costruzione, che attraverserà Londra da est (Shenfield) a ovest (Maidenhead).
Il Windsor Link Railway è un'altra linea ferroviaria proposta che collegherebbe Slough a Heathrow Terminal 5 via Wraysbury, Datchet, Windsor e Chalvey.

Il progetto per l'accesso occidentale ferroviario a Heathrow (in inglese Western Rail Access to Heathrow, abbreviato in WRAtH) è un progetto ferroviario del costo di £500 milioni annunciato dal DfT; il collegamento ferroviario proposto servire direttamente Slough con quattro treni ogni ora, riducendo i tempi di percorrenza per Heathrow da 45 a sei minuti. Il servizio dovrebbe iniziare ad essere operativo entro il 2021.

### Bike Sharing
Un sistema di bike sharing, lanciato nel mese di ottobre del 2013, è principalmente incentrato sulla soddisfazione dell'esigenza dei lavoratori in acconsentire ai lavoratori che lavorano nelle imprese della città di raggiungere i luoghi di lavoro dalle varie stazioni locali.

## Amministrazione
Fino al 1863 l'area oggi occupata dal territorio di Slough era parte della parrocchia di Upton-cum-Chalvey. In quell'anno Slough è diventato, per la prima volta, una zona di governo locale, quando è stato eletto il Consiglio sanitario di Slough, per rappresentare quello che oggi è la parte centrale del moderno distretto.
Questa parte della parrocchia di Upton-cum-Chalvey, dodici anni dopo, nel 1875, divenne il Distretto urbano sanitario di Slough, stato sostituito dal Distretto urbano di Slough, nel 1894.

Nel 1930, essendosi verificata una grande estensione territoriale del distretto urbano verso ovest, l'area è stata suddivisa in sette località: le nuove aree di Burnham, Farnham Royal e Stoke vennero incorporate al distretto urbano di Slough che comprendeva già le località Slough Central, Chalvey, Langley e Upton). Nel 1938, la città con il suo primo Regio Decreto Legge divenne un Borgo municipale.
Slough è stato incorporato nel Berkshire con il Decreto legge sulla riorganizzazione dei governi locali del 1974. Il vecchio borgo municipale fu abolito e sostituito da un'autorità distrettuale non metropolitana, con il suo secondo Regio Decreto Legge della città; Britwell e Wexham Court, con i loro consigli parrocchiali, vengono ammesse a far parte del distretto di Slough in questo momento.
Il 1º aprile 1995, il borgo di Slough è stato ampliato leggermente in Buckinghamshire e Surrey, andando a comprendere, all'interno del Borgo, Colnbrook e Poyle, che hanno ricevuto un consiglio parrocchiale congiunto (Colnbrook with Poyle). Slough è diventato un'autorità unitaria il 1º aprile 1998, a seguito dell'abolizione del Consiglio di contea del Berkshire e il Borgo esistente dal 1973 al 1998. L'autorità unitaria attuale è stata creata dal terzo Decreto Regio Legge della città.

### Appartenenza politica dei consiglieri del Consiglio
| Risultati elezioni 1997-2008 | Risultati elezioni 1997-2008 | Risultati elezioni 1997-2008 | Risultati elezioni 1997-2008 | Risultati elezioni 1997-2008 | Risultati elezioni 1997-2008 | Risultati elezioni 1997-2008 | Risultati elezioni 1997-2008 | Risultati elezioni 1997-2008 | Risultati elezioni 1997-2008 | Risultati elezioni 1997-2008 | Risultati elezioni 1997-2008 |
| Partito                      | Partito                      | 1997                         | 1999                         | 2000                         | 2001                         | 2002                         | 2003                         | 2004                         | 2006                         | 2007                         | 2008                         |
| ---------------------------- | ---------------------------- | ---------------------------- | ---------------------------- | ---------------------------- | ---------------------------- | ---------------------------- | ---------------------------- | ---------------------------- | ---------------------------- | ---------------------------- | ---------------------------- |
|                              | Conservatori                 | 4                            | 6                            | 8                            | 7                            | 6                            | 6                            | 9                            | 5                            | 7                            | 6                            |
|                              | Laburisti                    | 34                           | 32                           | 26                           | 27                           | 27                           | 26                           | 15                           | 18                           | 19                           | 23                           |
|                              | Liberaldemocratici           | 0                            | 0                            | 1                            | 1                            | 1                            | 1                            | 6                            | 5                            | 4                            | 3                            |
|                              | Altri                        | 3                            | 3                            | 6                            | 6                            | 7                            | 8                            | 11                           | 13                           | 11                           | 9                            |
| Seggi totali                 | Seggi totali                 | Seggi totali                 | 41                           | 41                           | 41                           | 41                           | 41                           | 41                           | 41                           | 41                           | 41                           |

### Circoscrizioni elettorali
Slough è stato diviso in wards per la prima volta in occasione delle elezioni locali del 1930, quando si è iniziato a usare sette circoscrizioni nel Consiglio di Slough: Burnham (nel sud-ovest del distretto, la zona ora conosciuta come Cippenham), Central, Chalvey (a sud-ovest del centro e a est di Burnham), Farnham (nel nord-ovest del distretto), Langley (a est del distretto), Stoke (a nord del distretto) e Upton (a sud-est del centro).
Tuttavia, tra il 1950 e il 2004 (anno a cui risale l'ultimo cambiamento delle circoscrizioni all'interno del distretto di Slough), il numero di wards è aumentato a quattordici; le circoscrizioni elettorali di Slough, ognuna delle quali è presieduta da tre consiglieri, sono:
- Baylis & Stoke (costituito nel 2004), precedentemente diviso nelle circoscrizioni Baylis e Stoke;
- Britwell (costituito nel 1973);
- Central (costituito nel 1930, abolito nel 1950; ricostituito nel 1983, con differenti territori);
- Chalvey (costituito nel 1930);
- Cippenham Green (costituito nel 2004), precedentemente parte della circoscrizione di Cippenham;
- Cippenham Meadows (costituito nel 2004), precedentemente parte della circoscrizione di Cippenham;
- Colnbrook with Poyle (costituito nel 1995 come Colnbrook & Poyle, rinominato nel 2004);
- Farnham Royal (costituito nel 1930, abolito nel 1950; ricostituito nel 1983), considerata una roccaforte del Partito Laburista;
- Foxborough (costituito nel 1983);
- Haymill (costituito nel 1983), considerato una roccaforte del Partito Liberale;
- Kedermister (costituito nel 1983), considerata una roccaforte del Partito Laburista;
- Langley Saint Mary's (costituito nel 1983);
- Upton (costituito nel 1930);
- Wexham Lea(costituito nel 1983)

### Gemellaggi
Slough è gemellato con:
- Montreuil, dal 1988
- Riga

## Sport

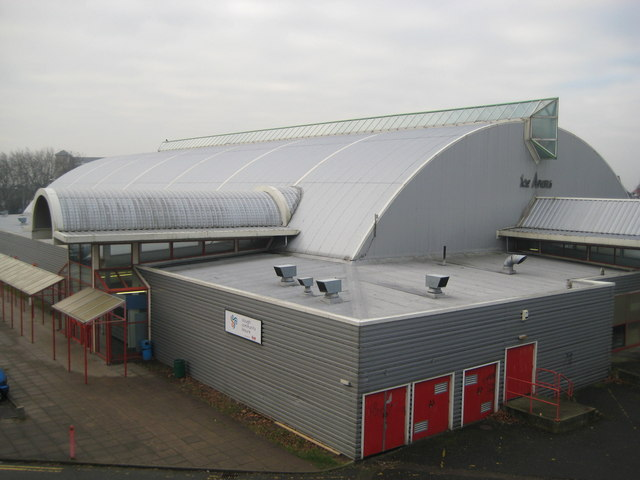
Slough Ice Arena, casa degli Slough Jets

La Slough Town F.C. è una squadra di calcio professionista militante, attualmente, nella Southern League Division One Central, che è l'ottavo livello in ordine di graduatoria all'interno del calcio inglese.
Altre squadre presenti in città sono: Slough Jets, militante nel livello massimo del campionato inglese di hockey sul ghiaccio, è il Slough Rugby Club, che gioca nel quinto livello del rugby inglese.
In città hanno risieduto molti atleti olimpici che hanno fatto parte della club noto come Windsor, Slough, Eton and Hounslow Athletics Club.